# Oxford BioMedica
Oxford Biomedica est une société de thérapie génique et cellulaire spécialisée dans le développement de médicaments à base de gènes. Elle est cotée à la Bourse de Londres et fait partie de l'indice FTSE 250.

## Histoire
La société a été créée en 1995 en tant que spin-out de l'Université d'Oxford. Elle a fait l'objet d'une introduction en bourse sur le marché des investissements alternatifs en 1996.
En 2018, la thérapie génique d'Oxford Biomedica pour la maladie de Parkinson a fait l'objet d'un accord de commercialisation avec Axovant Sciences.
En mai 2019, la société a annoncé un investissement de Novo Holdings pour une participation de 10,1% dans Oxford Biomedica, totalisant 55 millions de dollars (USD) pour développer sa technologie de thérapie génique. La société avait déjà établi des collaborations avec Sanofi, Novartis et d'autres groupes pour permettre la fabrication de vecteurs lentiviraux.
En novembre 2019, Microsoft a annoncé un partenariat avec Oxford Biomedica pour améliorer la prochaine génération de technologie de livraison de cellules et de gènes à l'aide du cloud et de l'apprentissage automatique, en fournissant de grands ensembles de données à analyser via la plate-forme cloud intelligente Microsoft Azure pour développer des modèles in-silico et de nouveaux algorithmes pour aider à fournir des traitements à long terme et curatifs pour un large éventail de maladies.
En décembre 2019, la société a annoncé qu'elle avait prolongé son accord d'approvisionnement commercial avec Novartis pour la fabrication de vecteurs lentiviraux pour le portefeuille Novartis CAR-T, y compris cinq vecteurs lentiviraux pour les produits CAR-T, qui s'appuie sur l'approvisionnement commercial existant de trois ans (accord signé par les parties en juillet 2017).
En avril 2020, Oxford BioMedica a annoncé que la société avait rejoint un consortium dirigé par le Jenner Institute, Université d'Oxford, pour développer et fabriquer un vaccin contre la COVID-19 : ChAdOx1 nCov-19, le vaccin d'AstraZeneca-Oxford contre la Covid-19.